# Krachtbalclub Sint-Michiels
Krachtbalclub Sint-Michiels, afgekort KBC Sint-Michiels, is een Belgische krachtbalclub uit Sint-Michiels die zowel bij de dames als de heren uitkomt in de eerste klasse.

## Geschiedenis
De club werd in 1965 opgericht onder impuls van Etienne Schotte. Het was de eerste club die aansloot bij de pas opgerichte Krachtbalfederatie en kreeg het stamnummer 1. Het eerste seizoen 1965-1966 werd gestart met een scholierenploeg en pas het seizoen nadien met een seniorenploeg. Met de steun van burgemeester Michel Van Maele werden terreinen aangelegd in het Boudewijnpark. Ook financieel werd de club ondersteund door de gemeente. In 1973 organiseerde de club de eerste Beker van Brugge, die het ook won.
De club verhuisde in 1976 naar terreinen van de Broeders van Liefde aan de Abdijbekestraat. In 1979 kon de club Robland, een producent van houtbewerkingsmachines als sponsor aan zich binden en werd de clubnaam gewijzigd in Krachtbalclub Robland Sint-Michiels.  Vanaf 1985 werd ook met een damesploeg begonnen.
De dames wonnen in 2001 voor het eerst de beker en werden in 2004 voor het eerst landskampioen. Tussen 2001 en 2006 wonnen ze vijf bekers en twee landstitels. De heren wonnen in 2006 de beker en in 2008 voor het eerst de landstitel en de beker. 
Robland stopte met sponsoring en de clubnaam werd terug gewoon KBC Sint-Michiels. De club verhuisde in naar nieuwe terreinen aan de Xaverianenstraat, die in 2014 omgedoopt werden naar de Etienne Schotte Krachtbalvelden.  Dit ter ere van de bedenker van de krachtbalsport. De dames wonnen in 2015 en 2016 de beker en in 2016 en 2017 de titel. 2018 was een hoogtepunt in de clubgeschiedenis want zowel de heren als de dames wonnen zowel de landstitel als de beker.

## Palmares
- Dames
  - Landskampioen: 2004, 2005, 2016, 2017, 2018, 2022
  - Bekerwinnaar: 2001, 2002, 2004, 2005, 2006, 2015, 2016, 2018, 2022

- Heren
  - Landskampioen: 2008, 2018, 2023, 2024 en 2025
  - Bekerwinnaar: 2006, 2008, 2018 en 2019

## Speler/speelster van het jaar
Dames
- 2004: Nathalie Lievens
- 2005: Nathalie Lievens
- 2006: Nathalie Lievens
- 2012: Nathalie Lievens
- 2013: Nathalie Lievens
- 2015: Nathalie Lievens
- 2016: Nathalie Lievens
- 2017: Nathalie Lievens
- 2018: Nathalie Lievens
- 2019: Nathalie Lievens

Dames belofte
- 2016: Lisa Verdonck
- 2017: Lisa Verdonck

Heren belofte
- 2011: Hannes Timmerman
- 2012: Hannes Timmerman

## Scheidsrechter van het jaar
- 1998: Jan Vanhecke
- 2004: Caroline Cool